# Mathias Broe
Pour les articles homonymes, voir Broe.
Mathias Broe, né le 9 juin 1992, est un réalisateur et scénariste danois, aussi monteur et acteur.

## Biographie
Mathias Broe est formé au programme d'éducation cinématographique alternative Super16 (en).
Il remporte un Robert en 2020 pour son film de fin d'études Amfi (da) dans la catégorie « meilleur court métrage documentaire ».
En 2025, Mathias Broe réalise Sauna, un film produit par Nordisk Film, basé sur le livre de l'auteur Mads Ananda Lodahl, écrit en collaboration avec le scénariste William Lippert et dont les rôles principaux sont interprétés par Magnus Juhl Andersen et Nina Rask. Sauna est présenté en première mondiale en 2025 au Festival du film de Sundance.

## Filmographie partielle

### Comme réalisateur
- 2018 : Amfi (da)  (court métrage)
- 2019 : The Danish Boys  (segment "Young Man's Dance")
- 2022 : Boys Feels: Stand by Me
- 2025 : Sauna

### Comme acteur
- 2021 : Hvor kragerne vender : Kunstnertype

## Récompenses et distinctions
- Mathias Broe : Récompenses, sur l'Internet Movie Database